# Портрет Фёдора Ивановича Талызина
«Портрет Фёдора Ивановича Талызина» — картина Джорджа Доу и его мастерской из Военной галереи Зимнего дворца.
Картина представляет собой погрудный портрет генерал-майора Фёдора Ивановича Талызина из состава Военной галереи Зимнего дворца.
С начала Отечественной войны 1812 года генерал-майор Талызин находился в отставке, после вторжения Наполеона занимался организацией Московского ополчения и был зачислен на военную службу с назначением шефом 3-го егерского полка Московского ополчения, во главе которого участвовал в Бородинском сражении. Далее командовал 2-й бригадой 27-й пехотной дивизии, отличился в сражении при Малоярославце. Во время Заграничного похода 1813 года сражался в Пруссии и Саксонии, отличился в сражениях под Калишем, Дрезденом и Рейхенбахом, командовал 27-й пехотной дивизией, во главе которой среди первых переправился через Рейн и вступил в пределы Франции.
Изображён в генеральском вицмундире, введённом для пехотных генералов 7 мая 1817 года. Слева на груди звезда ордена Св. Анны 1-й степени с алмазами; на шее крест ордена Св. Георгия 3-го класса; по борту мундира кресты ордена Св. Владимира 3-й степени и прусского ордена Красного орла 2-й степени; справа на груди серебряная медаль «В память Отечественной войны 1812 года» на Андреевской ленте, бронзовая дворянская медаль «В память Отечественной войны 1812 года» на Владимирской ленте и звезда ордена Св. Владимира 2-й степени. С тыльной стороны картины надписи: Talysin и Geo Dawe RA pinxt. Подпись на раме: Ѳ. И. Талызинъ, Генералъ Маiоръ.
7 августа 1820 года Комитетом Главного штаба по аттестации Талызин был включён в список «генералов, заслуживающих быть написанными в галерею» и 6 марта 1824 года император Александр I приказал написать его портрет. Самому Талызину из Инспекторского департамента Военного министерства было сообщено об этом приказе лишь почти год спустя — 21 февраля 1825 года. Он в это время командовал 11-й пехотной дивизией, расквартированной в Малороссийских губерниях и неизвестно приезжал ли он сам в Санкт-Петербург или присылал для копирования свой портрет. Гонорар Доу был выплачен 16 октября 1826 года и 21 июня 1827 года. По данным А. А. Подмазо готовый портрет был принят в Эрмитаж 8 июля 1827 года. Е. П. Ренне утверждает, что портрет поступил в Эрмитаж в 1825 году, в данном случае она путает его с другой работой Доу из Военной галереи — с «Портретом Александра Ивановича Талызина», который действительно поступил в Эрмитаж 7 сентября 1825 года.